# COPII
COPIIは、粗面小胞体からゴルジ体へのタンパク質の輸送を行う小胞の被覆タンパク質（コートマー）である。この過程は順行性輸送（anterograde transport）と命名されており、COPIと関連した逆行性輸送（retrograde transport）と対照的である。

## 被覆タンパク質
COPIIの被覆は、Sar1、Sec23、Sec24、Sec13、Sec31の5種類のタンパク質から構成される。これらのタンパク質はより大きなタンパク質複合体の形成のために、Sec23/Sec24ヘテロ二量体、Sec13/Sec31ヘテロ四量体を形成する。
COPII被覆を構成するタンパク質は5種類であるが、COPII被覆の形成に不可欠なタンパク質複合体は、同じ種類の複数のタンパク質によって構成されていることは重要である。
これらの被覆タンパク質は小胞を正しい標的膜に差し向けたりドッキングしたりするために必要であるが、これらだけで十分であるわけではない。SNARE、積み荷、その他のタンパク質もこれらの過程に必要である。

## 出芽の過程
COPII小胞の組み立ての過程は次のように要約される。
1. GDP結合型Sar1が小胞体の膜貫通タンパク質Sec12と相互作用する。
2. GTP結合型Sar1がSec23/Sec24被覆タンパク質をリクルートし、pre-budding complexを形成する。
3. pre-budding complexが、2番目の被覆層を形成するSec13/Sec31複合体をリクルートする。
4. Sec13/Sec31複合体が籠状の外層を形成する（クラスリン小胞の形成と類似した過程）。

Sar1は、活性型である膜に埋め込まれたGTP結合型と不活性型である可溶性のGDP結合型の間の「スイッチ」として機能するGTPアーゼである。不活性型であるGDP結合型Sar1は小胞体膜の細胞質側に誘引される。
小胞体の膜貫通タンパク質Sec12はグアニンヌクレオチド交換因子として機能し、Sar1のGDPの解離を促進してGTPを結合させる。
GTPを結合したSar1はコンフォメーション変化を起こし、N末端の両親媒性αヘリックス（文献によっては疎水性とされることもある）が露出して小胞体膜へ挿入される。膜に結合したSar1はSec23/Sec24複合体をリクルートし、pre-budding complexとして知られる複合体が形成される。Sec23/Sec24は膜の積み荷タンパク質の細胞質側ドメインに存在する選別シグナルに特異的に結合するが、これらのシグナルは、COPIのKDELやKKXXのような単純なモチーフとは共有されていない。近年の研究では、集合していない積み荷を分離して排除するために、複数の小胞体搬出シグナルが協調的に機能することが示唆されている。
Sar1-GTPとSec23/Sec24で構成されるpre-budding complexは柔軟なSec13/Sec31複合体をリクルートする。Sec13/Sec31複合体は他のSec13/Sec31複合体と多量体化し、クラスリン小胞と類似しているがより大きな格子からなる立方八面体を形成する。立方八面体の形成は小胞体膜を変形させ、COPII小胞が（積み荷タンパク質、v-SNAREとともに）解離して出芽の過程が完了する。
いくつかのタンパク質は、COPII小胞への積み荷の選択的な積み込みを担うことが判明している。最近の研究では、Sec23/Sec23-Sar1複合体が積み荷の選別に参加することが示唆されている。Saccharomyces cerevisiaeのErv29pはグリコシル化されたα-接合因子前駆体の積み込みに必要であることが判明している。
COPIIタンパク質の結晶構造
- SNAREタンパク質Bet1（英語版）と複合体を形成したCOPIIタンパク質Sec24(PDB: 1PCX)[7]。
- SNAREタンパク質Sed5（英語版）と複合体を形成したCOPIIタンパク質Sec24(PDB: 1PD0)[7]。